# Arteria renal
La arteria renal (TA: arteria renalis) es una arteria voluminosa del cuerpo humano y otros mamíferos que nace directamente de la aorta abdominal y provee vascularización al riñón, al segmento inicial de la vía excretora y de una parte de la glándula suprarrenal.

## ramas renales de las arterias
La terminación tanto de la arteria renal derecha como la izquierda es bastante variable. Por lo general, emiten una rama anterior que a su vez se divide en 3 o 4 ramas que irrigan la cara anterior del riñón y su polo inferior. También emiten ramas posteriores que irrigan cara posterior y el polo superior del riñón. La arteria renal emite ramas colaterales que irrigan a la glándula suprarrenal (Arteria suprarrenal inferior) y a la grasa  perirenal  (Arterias capsuloadiposas).
En general, la arteria renal derecha es más baja que la izquierda (debido a que el riñón derecho esta desplazado para abajo gracias al hígado que empuja desde arriba), aunque la variabilidad observada es inmensa. 
Al continuar hacia el parénquima renal, la arteria renal emite primero ramas que penetran las papila renal papilas  renales que terminan a nivel de la base de las pirámides renales formando un lecho vascular de donde nacen las arterias radiadas que emiten las arterias del glomérulo renal.
Ramas colaterales:
- Arteria capsular inferior.
- Arteria ureteral superior.
- Arterias capsuloadiposas.

Ramas terminales:
- Rama anterior, que emite a su vez un ramo superior y otro inferior.
- Rama posterior, destinada a la cara posterior del seno del riñón.
- Arteria polar superior.

## Variantes anatómicas
El suministro arterial de los riñones es variable y puede haber una o más arterias renales que irrigan cada riñón. Se encuentra por encima de la vena renal. Las arterias renales supernumerarias (dos o más arterias en un solo riñón) son la anomalía renovascular más común, que ocurre del 25% al 40% de los riñones.